# Minamoto no Arihito
Minamoto no Arihito ([源 有仁] Erro: {{japonês}}: texto da transliteração contém caractere não latino (pos 1) (ajuda), 1103  - 1147, também conhecido como Sadaijin Hanazono)

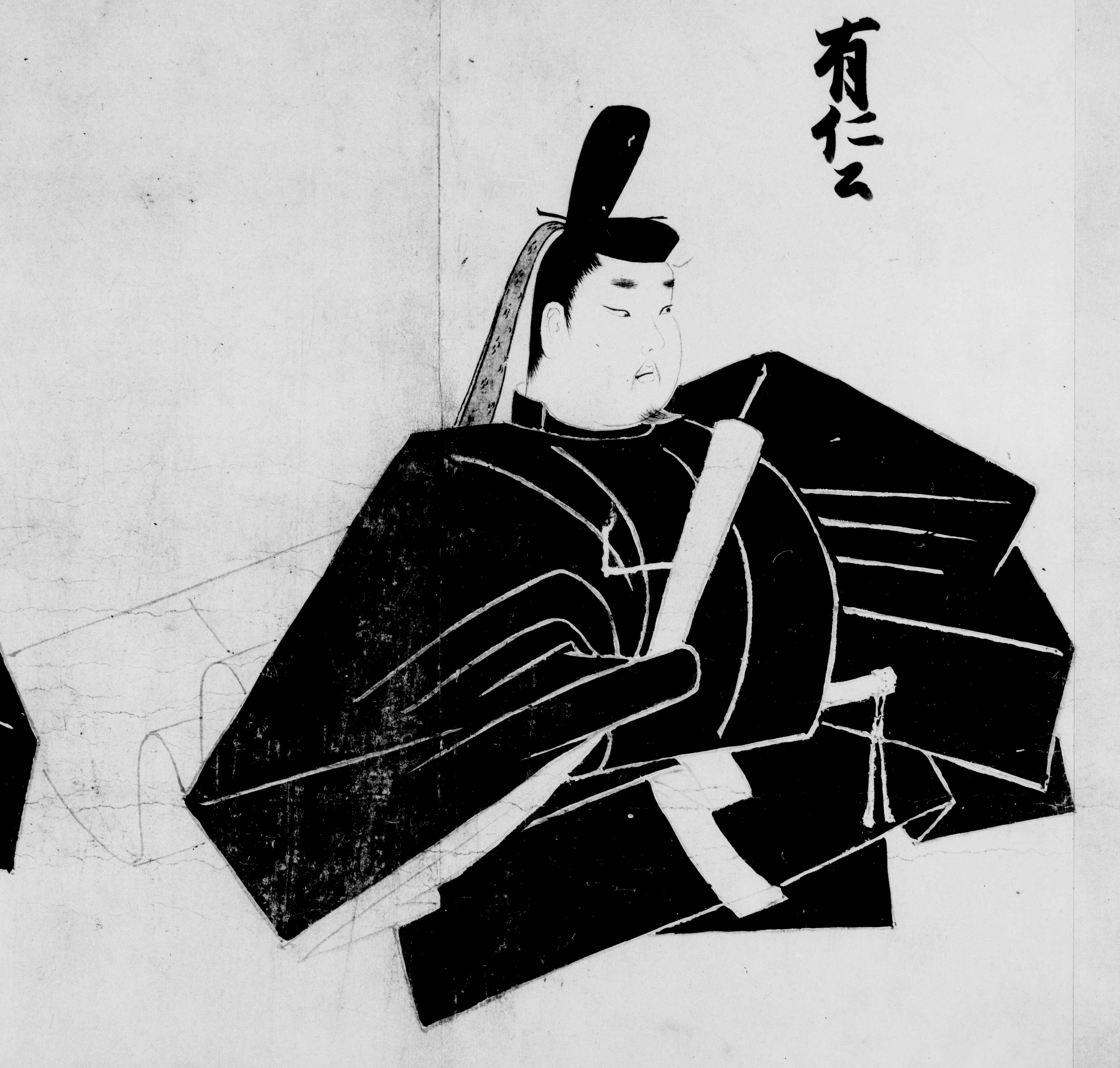
Retrato de Minamoto no Yorihito. Da obra "Tenshi Sekkan Mi-e" (Reflexos da Corte Imperial e Governante Regente)

 foi um nobre do Período Heian da história do Japão.

## Vida
Arihito era filho mais velho do Príncipe Sukehito (o terceiro filho do Imperador Go-Sanjo), e por isso pertencia ao ramo Gosanjo Genji do Clã  Minamoto. Sua mãe foi uma das filhas de Minamoto no Morotada.
O apelido Hanazono pelo qual Arihito ficou conhecido deve-se ao Hanazono-rikiu ou Palácio do Jardim de Flores. Durante o reinado de Daigo o palácio foi incendiado mais de sete vezes. No reinado de Shirakawa este palácio foi dado a Arihito, que construiu ali um ikedate (casa no lago) e viveu uma vida simples lá. Isso era comumente chamado Hana-zono-no-tei.

## Carreira
Arihito serviu no governo dos seguintes Imperadores: Toba (1119 a 1123), Sutoku (1123 a 1142) e Konoe (1142 a 1147).
Arihito entrou para corte no reinado do Imperador Toba em 1119 ao ser promovido comandante do Konoefu (Guarda do Palácio). Nesta época Arihito esteve envolvido junto com Minamoto no Morotoki na supervisão da confecção dos Pergaminhos Genji uma versão ilustrada (emaki) do Genji monogatari a mando do Imperador Aposentado Shirakawa e de sua esposa Fujiwara no Shoshi (Taikenmon'in).
Em 17 de dezembro de 1122 Arihito foi nomeado Naidaijin.
No reinado do Imperador Sutoku Arihito foi promovido a Udaijin, em 22 de dezembro de 1131 e em 9 de dezembro de 1136 tornou-se Sadaijin cargo que ocupo também no reinado de Imperador Konoe.
Em 3 de fevereiro de 1147 se tornou monge budista passando a ser conhecido como Jōkaku, vindo a falecer no dia 13 do mesmo mes.
Como poeta de waka teve 3 de seus poemas editado na coletânea Shinkokinshū (Nova coletânea de poemas antigos e modernos), elaborado em 1205 a mando de Go-Toba. Também é citado como introdutor da Renga na poesia japonesa.

| Precedido por Fujiwara no Ietada    | 41º Sadaijin (1136 - 1147)  | Sucedido por Fujiwara no Yorinaga |
| Precedido por Fujiwara no Ietada    | 70º Udaijin (1131 - 1136)   | Sucedido por Sanjō Saneyuki       |
| Precedido por Fujiwara no Tadamichi | 22º Naidaijin (1122 - 1131) | Sucedido por Fujiwara no Munetada |